# Tatera indica
Tatera indica är en däggdjursart som först beskrevs av Thomas Hardwicke 1807.  Tatera indica är ensam i släktet Tatera som ingår i underfamiljen ökenråttor bland råttdjuren. Inga underarter finns listade. Tidvis räknades ytterligare 11 arter till Tatera men de utgör numera ett eget släkte, Gerbilliscus.
IUCN kategoriserar arten globalt som livskraftig.

## Utseende
Med en kroppslängd (huvud och bål) av 15 till 17 cm (sällan upp till 20 cm) och en vikt mellan 100 och 230 g är Tatera indica en ganska stor ökenråtta. Svansen är cirka 9 cm lång och har en tofs vid spetsen. På ovansidan har pälsen en rödbrun till gulbrun färg och undersidan är vitaktig. Förutom tofsen är svansen bara glest täckt med hår. Arten har inga hår på fötternas undersida och öronen är ganska stora jämförd med öron av andra ökenråttor.

## Utbredning och habitat
Utbredningsområdets norra gräns sträcker sig från östra Syrien över norra Irak, centrala Iran, centrala Afghanistan, norra Pakistan, norra Indien och södra Nepal till västra Bangladesh. Södra gränsen utgörs av Persiska viken och Indiska oceanen. Denna ökenråtta finns dessutom på Sri Lanka. I bergstrakter når den 200 meter över havet. Habitatet varierar men är alltid torr. Arten vistas bland annat i gräsmarker, buskskogar, öppna skogar, öknar och i jordbruksområden.

## Ekologi
Arten gräver underjordiska bon som kan ligga 50 cm under markytan. Allmänt lever bara en individ i boet med undantag av honor med ungar. Däremot kan flera individer ha sina bon nära varandra. De letar på natten efter föda som utgörs av växtdelar som gräs, löv och rötter samt av smådjur som insekter, andra gnagare och ungar av fåglar som har boet på marken. Det är även dokumenterad att Tatera indica äter ungar av artfränder.
Honor kan para sig flera gånger per år. Dräktigheten varar 21 till 30 dagar och sedan föds cirka fem ungar, ibland upp till tio ungar. Ungarna föds blinda och de öppnar ögonen efter ungefär två veckor. Efter tre veckor klarar sig ungar på egen hand och de blir efter tio veckor eller lite senare könsmogna. De flesta individer dör under första levnadsåret. Med människans vård kan de bli sju år gamla.